# FA Women's Cup
FA Women's Cup, förkortning för The Football Association Women’s Challenge Cup Competition, är en fotbollsturnering arrangerad av det engelska fotbollsförbundet, Football Association. Den motsvarande engelska tävlingen för män heter FA Cupen och startades 99 år tidigare.
FA Women's Cup har samma sponsor som männen (mellan 2006 och 2010 var det E.ON).

## Slutsegrare
- 1971 - Southampton
- 1972 - Southampton
- 1973 - Southampton
- 1974 - Fodens
- 1975 - Southampton
- 1976 - Southampton
- 1977 - Queen's Park Rangers
- 1978 - Southampton
- 1979 - Southampton
- 1980 - St Helens
- 1981 - Southampton
- 1982 - Lowestoft Ladies
- 1983 - Doncaster Belles
- 1984 - Howbury Grange
- 1985 - Friends of Fulham
- 1986 - Norwich City
- 1987 - Doncaster Belles
- 1988 - Doncaster Belles
- 1989 - Leasowe Pacific
- 1990 - Doncaster Belles
- 1991 - Millwall Lionesses
- 1992 - Doncaster Belles
- 1993 - Arsenal
- 1994 - Doncaster Belles
- 1995 - Arsenal
- 1996 - Croydon
- 1997 - Millwall Lionesses
- 1998 - Arsenal
- 1999 - Arsenal
- 2000 - Croydon
- 2001 - Arsenal
- 2002 - Fulham
- 2003 - Fulham
- 2004 - Arsenal
- 2005 - Charlton Athletic
- 2006 - Arsenal
- 2007 - Arsenal
- 2008 - Arsenal
- 2009 - Arsenal
- 2010 - Everton
- 2011 - Arsenal
- 2012 - Birmingham City
- 2013 - Arsenal
- 2014 - Arsenal
- 2015 - Chelsea
- 2016 - Arsenal
- 2017 - Manchester City
- 2018 - Chelsea
- 2019 - Manchester City
- 2020 - Manchester City
- 2021 - Chelsea
- 2022 - Chelsea
- 2023 - Chelsea
- 2024 - Manchester United